# Aeroporto (stație de metrou din Lisabona)
Aeroporto este stația terminus nordică a Liniei roșii a metroului din Lisabona. Este una din cele mai noi stații ale rețelei și a fost construită pentru a deservi Aeroportul Humberto Delgado. Stația este situată chiar la ieșirea din terminalul „Sosiri” (T1), permițând accesul facil în și dinspre aeroport.

## Istoric
Stația fost inaugurată pe 17 iulie 2012, în același timp cu Moscavide și Encarnação, odată cu prelungirea cu 3,3 km a Liniei roșii până la aeroportul Humberto Delgado. Proiectul original îi aparține arhitectului Leopoldo de Almeida Rosa, iar lucrările plastice artistului António Antunes.
Precum toate noile stații ale metroului din Lisabona, „Aeroporto” este echipată cu scări rulante și ascensoare până la peroane pentru a putea deservi și persoanele cu dizabilități locomotorii.
În doar doi ani de la construcția sa, până în iulie 2014, prin stația „Aeroporto” au tranzitat peste 5 milioane de călători.

## Decorațiuni
Stația este decorată cu desene în culori alb și negru, realizate pe plăci din marmură și încastrate în pereții din piatră de lioz de către caricaturistul António Antunes. Caricaturile reprezintă cunoscuți artiști, scriitori, medici, arhitecți, politicieni, sportivi și alte personalități portugheze precum Alexandre O'Neill, Amadeo de Souza-Cardoso, Amália Rodrigues, António Egas Moniz, António Lobo Antunes, Aquilino Ribeiro, Eça de Queirós, Eusébio, Fernando Pessoa, Ferreira de Castro, José Saramago sau Mário Soares.

## Legături

### Autobuze orășenești

#### Carris
- 208 Cais do Sodré ⇄ Estação Oriente (Interface) (dimineața)
- 705 Estação Oriente (Interface) ⇄ Estação Roma-Areeiro
- 722 Praça de Londres ⇄ Portela - Rua dos Escritores
- 744 Marquês de Pombal ⇄ Moscavide (Quinta das Laranjeiras)
- 783 Amoreiras (Centro Comercial) ⇄ Portela - Rua Mouzinho de Albuquerque[6]

#### Aerobus
- Linha 1 Aeroporto ⇄ Cais do Sodré
- Linha 2 Aeroporto ⇄ Sete Rios[7]

### Autobuze preorășenești

#### Rodoviária de Lisboa
- 312 Lisabona (Campo Grande) circulă via Charneca
- 313 Lisabona (Campo Grande) circulă via Sacavém
- 319 Lisabona (Areeiro) ⇄ Alverca (Zona industrială)
- 320 Lisabona (Areeiro) ⇄ Alverca (Gară) via Forte da Casa
- 321 Lisabona (Areeiro) ⇄ Via Rara
- 329 Lisabona (Campo Grande) ⇄ Quinta da Piedade[8]